# 일본의 악기
이 글은 일본 악기(日本樂器)의 종류를 나열하고 설명한다.
- 연주법에 따른 분류
  - 　현악기: 샤미센·쟈히센(蛇皮線)·고큐우(胡弓)·소오(箏)·비와(琵琶) 등
  - 　관악기: 샤쿠하치·노오칸(能管)·시노부에
  - 　타악기: 태고(太鼓)·코쓰즈미(小鼓)
- 음악 종류에 따른 분류
  - 　아악기: 히치리키·소오(笙)·고마부에(高麗笛)

## 현악기

### 소오
소오(箏)는 동아시아를 중심으로 널리 분포되어 있는 대표적인 발현악기(撥絃樂器)이다. 13현으로 되었으며 한국의 가야금같이 안족(雁足)을 옮겨 줄을 고른다. 일본의 소오는 4종류가 있다. 아악에 사용하는 것을 가쿠소오(樂箏)라 하고, 쓰쿠시류의 소오쿄쿠(箏曲)에 사용되는 것을 쓰쿠시고토라 한다. 또한 근대 소오쿄쿠에 사용하는 것을 조쿠소오(俗箏)라 하며 대정(大正)시대에 신일본음악 운동의 추진자들이 일본 악기의 낮은음 부족을 보완하기 위하여 17현의 새로운 소오를 만들었다. 이것이 17겐소오(絃箏)이다.

## 관악기

### 히치리키
히치리키는 관악기의 일종이다.

## 같이 보기
- 일본의 전통 음악